# John Pelham, 7. Earl of Yarborough
John Edward Pelham, 7. Earl of Yarborough (* 2. Juni 1920; † 21. März 1991) war ein britischer Peer und Politiker.

## Leben
Pelham war der einzige Sohn von Marcus Pelham, 6. Earl of Yarborough und dessen Ehefrau Pamela Douglas-Pennant, Tochter von Colonel Edward Douglas-Pennant, 3. Baron Penrhyn. Während des Zweiten Weltkrieges diente er als Major bei den Grenadier Guards. Nach Kriegsende engagierte er sich in der Kriegsveteranenorganisation Royal British Legion und war zwischen 1959 und 1960 Präsident dieser Organisation in der Region Midlands sowie im Anschluss von 1960 bis 1962 in der Region East Midlands. Danach war zwischen 1962 und 1973 Mitglied des Nationalen Exekutivrates der Royal British Legion.
Nachdem Pelham 1964 kurzzeitig High Sheriff von Lincolnshire war, fungierte er zwischen 1964 und seinem Tod 1991 als Vice-Lord Lieutenant von Lincolnshire. Zudem war er von 1965 bis 1969 Ehrenoberst des 440 Light Air Defence Regiment des Royal Armoured Corps der Territorialarmee.
Beim Tod seines Vaters am 2. Dezember 1966 erbte Pelham den Titel 7. Earl of Yarborough sowie die nachgeordneten Titel als 7. Baron Worsley, of Appuldurcombe in the Isle of Wight, und 8. Baron Yarborough, of Yarborough in the County of Lincoln. Dadurch wurde er Mitglied des House of Lords und gehörte diesem bis zu seinem Tod an. Zugleich war er zwischen 1969 und 1971 Ehrenoberst des Humber Regiment sowie danach von 1971 bis 1972 stellvertretender Ehrenoberst des 2. Bataillon der Yorkshire Volunteers. Darüber hinaus fungierte er von 1974 bis zu seinem Tod 1991 als Schirmherr der Royal British Legion in der Region East Midlands.
Aus seiner am 12. Dezember 1957 mit Florence Anne Petronel Upton geschlossenen Ehe gingen drei Töchter und der Sohn Charles John Pelham hervor, der bei seinem Tod 1991 seine Titel als 8. Earl of Yarborough erbte.